# Antonio Armijo
Antonio Armijo (1804—1850) foi um explorador e comerciante espanhol, que é famoso por conduzir a primeira partida da caravana comercial entre Abiquiú, Novo México e San Gabriel Mission, Alta Califórnia em 1829–1830. Sua rota, a mais meridional e mais direta, é conhecida como a Rota Armijo da Velha Trilha Espanhola.
Abiquiú foi o ponto de partida e o terminal da rota pioneira da Velha Trilha Espanhola. Esta primeira rota, a Rota Armijo, foi conduzida pelo Antonio Armijo com sessenta homens a cavalo e uma caravana de animais de carga carregando cobertores e outros bens comerciáveis para pechinchar por mulas em Alta Califórnia. A caravana do Armijo deixou Abiquiú, Novo México em 7 de novembro de 1829 e fez a viagem a Missão San Gabriel em oitenta e seis dias, chegando em 31 de janeiro de 1830. Voltou pela mesma rota em cinquenta e seis dias, saindo em 1 de março e chegando de volta em 25 de abril de 1830. Ao contrário das outras rotas da Velha Trilha Espanhola, a rota do Armijo foi documentada diariamente por ele, apesar de um brevíssimo relatório listando datas e parando em lugares com alguns detalhes e não há distâncias registradas. Foi submetida ao governador José Antonio Chaves e publicada pelo governo mexicano em 19 de junho de 1893.